# Putschversuch von Skhirat
Beim Putschversuch von Skhirat am 10. Juli 1971 sollte König Hassan II. von Marokko gestürzt werden.

## Verlauf
Am 10. Juli 1971 um 3:15 Uhr rückten 60 Lastwagen mit Kadetten aus der Kadettenschule Ahermoumou aus. Um 10 Uhr wurde bei einem Imbiss am Waldrand von La Mamora in der Nähe der US-Basis Sidi Yahya El Gharb das Ziel des Militärmanövers genannt: Hassan II. sei in Skhirat, wo er seinen Geburtstag feierte, von umstürzlerischen Verrätern und den Langhaarigen umgeben und erwarte eine Befreiung durch die Kadetten. Das Kommando teilte sich und schloss den Palast von Norden und Süden ein. Die Kommandoleiter sollten in die Luft schießen, um die Umstürzler zu demütigen. Wer Widerstand leiste oder zu fliehen versuche, werde niedergeschossen.
Die Vorgabe, mit der die Kadetten getäuscht werden sollten, setzte sich auch in der Uneinigkeit unter den Offizieren über das Vorgehen fort. Während die höheren Offiziere um General Medbouh einen Revolutionsrat bilden und Hassan II. zur Abdankung zwingen wollten, sah das Konzept Ababous das Töten von Hassan II. vor.
Die Geburtstagsgesellschaft leistete zwar keinerlei Widerstand, trotzdem richteten die Kadetten ein undifferenziertes Massaker an. Der überwiegende Teil der Chauffeure, welche in den abgestellten Fahrzeugen warteten, wurden durch Genickschüsse ermordet. Louis Joxe, der Zeuge des Massakers wurde, hatte den Eindruck, dass die Kadetten unter Drogen standen.
Oberst Bouazza Boulhimez, Kommandeur der Gendarmerie, gab Ababou eine Antwort, die diesem nicht gefiel, worauf ihn Ababou erschießen ließ. Hassan II. war mit seinen Thronrat – Ahmed Laraki, Premierminister Moulay Ahmed Alaoui, Ahmed Senoussi, Ahmed Balafrey, Mohammed Oufkir – auf die Toilettenanlage geflüchtet. Medbouh klopfte an der Toilettentüre, erklärte, die Aktion sei ein Streich Ababous, und offerierte Hassan II. die Möglichkeit der Abdankung. Gerüchteweise zog er mit einer unterschriebenen Abdankung ab. Anschließend wurde die Toilettentüre durch etwa 20 Kadetten bewacht. Der Leibarzt Benyaïch hatte in den Gemächern eine Maschinenpistole zusammengebaut, die Hassan II. beim letzten Geburtstag geschenkt bekommen hatte. Beim folgenden Schusswechsel wurden Ababou am Halsansatz getroffen und Medbouh getötet. Am 11. Juli um 4:00 Uhr fuhr Ababou mit den Generälen Hammou, Bourgrine Habibi und Oberst Cheleouati zum Regieren nach Rabat. In Skhirat ließen sie 90 Kadetten zurück.
Ahmed Dlimi hatte ein funktionierendes Telefon gefunden und zwei Kompanien kasernierte Polizei nach Skhirat befohlen, welche die verbliebenen Kadetten niederkämpften.
Bei dem Massaker wurden an die 100 Menschen erschossen, mindestens 200 verwundet. Unter den Getöteten befand sich der Botschafter von Belgien, Marcel Dupret, der Leibchirurg Henri Dubois-Roquebert (* 1890), der Kardiologe Jean Himbert (als er Hilfe leistete), Minister, der Präsident des Obersten Gerichtshofes, zahlreiche höhere Offiziere sowie dutzende Diener.